# ビトント
ビトント（イタリア語: Bitonto）は、イタリア共和国プッリャ州バーリ県にある、人口約55,000人の基礎自治体（コムーネ）。

## 地理

### 位置・広がり

#### 隣接コムーネ
隣接するコムーネは以下の通り。
- アルタムーラ
- バーリ
- ビネット
- ビテット
- ジョヴィナッツォ
- モドゥーニョ
- パーロ・デル・コッレ
- ルーヴォ・ディ・プーリア
- テルリッツィ
- トリット

## 姉妹都市
- バニャ・ルカ、ボスニア・ヘルツェゴビナ